# Volmarstein
Volmarstein är en stadsdel till staden Wetter i Nordrhein-Westfalen, Tyskland. Stadsdelen var fram till 1970 en egen kommun. Motorvägen A1 passerar söder om stadsdelen.